# Sky Wind
Sky Wind is een Azerbeidzjaanse luchtvaartmaatschappij met haar thuisbasis in Bakoe.

## Geschiedenis
Sky Wind is opgericht in 2002 en is in 2005 gereorganiseerd na een tijdelijke opschorting van haar licentie door de regering.

## Vloot
De vloot van Sky Winds bestaat uit:(dec.2006)
- 1 Ilyushin Il-76MD
- 1 Antonov An-12BP

Azal Avia Cargo · Azerbaijan Airlines · Silk Way Airlines · Sky Wind · SW Business Aviation

Opgeheven: Imair Airlines · Turan Air